# 勇者凯撒
《勇者艾克斯凱撒》，日文名為『勇者エクスカイザー』，是《勇者系列》第1作，播出日期是從1990年2月3日至1991年1月6日，共48集，由日本名古屋電視台與日昇所製作，也是「谷田部勇者三部作」的第一部。

## 概述
- 艾克斯凱撒的聲優速水獎，日後亦再次擔任《傳說之勇者》中「達‧鋼」配音。
- 2010年4月，日昇動畫在勇者系列20週年時，訪問本作的監督谷田部勝義、以及製作人吉井孝幸，訪問當中亦透露當年創作的方向及內容﹕
  - 「《勇者艾克斯凱撒》的創作目標，是針對3-5歲的男孩市場，為了增加共嗚感，故事圍繞星川浩太的「家庭」為中心，同時在故事中塑造出浩太作為「英雄」一般的小主角。」

## 故事
公元2001年，掠奪過無數的星球，惡名昭彰的邪惡組織「宇宙海盜 惡鬼(Geister)」，為了要找尋世界上獨一無二的寶物，而來到地球，進行大規模的破壞行動，企圖要將這寶物佔為己有，銀河系的正義使者「宇宙警察 凱撒隊(Kaisers)」的隊長艾克斯凱撒為了阻止這些邪惡的宇宙海盜，破壞地球的和平，他帶領幾位優秀的勇者們，一起同心協力，守護地球與地球人，將那些無惡不作的海盜徹底消滅，捍衛宇宙的和平。
在那時候，艾克斯凱撒遇上了一位年僅十歲的少年．星川浩太，兩人一見如故成了互相分享心事的朋友。艾克斯凱撒與其他勇者們和地球上的交通工具融合，並可變形為巨大機器人。誓言阻止宇宙海盜 惡鬼的野心。

## 登場人物
星川浩太（星川コウタ，日：渡邊久美子）
本作主角，就讀朝日台小學3年B班，愛好所有類型的運動，夢想是成為宇航員及棒球選手。喜愛的寶物為爺爺留下的相機。討厭的食物為納豆、蘆筍。
知悉艾克斯凱撒等勇者們的真面目，並作為夥伴從旁支持及合作。平時以「凱撒手環」聯繫艾克斯凱撒。時常和艾克斯凱撒交流有關地球的文化及文明，並聽取他的建議及看法。
與宇宙海盜 惡鬼結束漫長戰役後，目送了艾克斯凱撒等勇者們離開。
星川風子（星川フーコ，日：神代知衣）
浩太的姊姊，中學一年級。喜愛食物為豆沙包，興趣是自己買零食。曾有50公尺7秒的紀錄。
愛好帥氣偶像，有點虛榮，對戀愛思想單純，不過遇上危急關頭，仍是一位願意奮力保護浩太的好姐姐。
曾經將搭救過自己的衝刺極限當成一位「駕駛跑車的白馬王子」（因當時天色昏暗，導致風子誤會）。
星川甚一（星川ジンイチ，日：西村知道）
浩太的爸爸、東都新聞社總編輯。41歲，極愛抽煙。稱撫子為「媽媽」，兩人常於孩子面前放閃。
對於工作極為嚴格，富有作為新聞工作者的自覺及倫理，雖總忙於工作，卻也能分出時間和家人出遊等，相當慈祥和善的父親。
經常為下屬德田修沒能拍下獨家新聞照片的遲鈍表現苦惱。對私家車真正身份是艾克斯凱撒毫不知情。
星川撫子（星川ヨーコ，日：さとうあい）
浩太的媽媽，專職家庭主婦。出身富裕，性格開朗和善，不過被激怒時會相當可怕。稱甚一為「爸爸」。
平常表現單純天真，不單星川家其他成員，就連平常表現遲鈍的德田修都感到十分驚訝。有時會表現出脫俗出塵的一面，曾試過祈禱天氣放晴，令賽馬得勝，結果成功。
馬力歐（マリオ，日：安西正弘、卷島直樹）
星川家愛犬。鬆獅犬混種。在入學前被送往浩太鄉下的奶奶家照顧。
與浩太很要好，能與艾克斯凱撤溝通，也是為數不多知道艾克斯凱撒真實身分者。
個性和藹可親。曾被風子批評長得醜而離家出走。
德田修（徳田オサム，日：山寺宏一）
東都新聞社的記者，星川甚一的下屬。當初28歲，故事中期時變為29歲。
雖為新聞記者，但總經常因為各種原因而無法及時拍下新聞照，如相機遭到破壞或是忘了放入底片，讓大好的獨家機會消失。
個性冒冒失失，糊里糊塗，常挨甚一的罵。不過，在最後決戰時成功拍下了巨大艾克斯凱撒和龍鬼的戰鬥情景的照片，總算獲得甚一的稱讚。
從故鄉上來東京的母親，於14話中登場。在次作《太陽之勇者》和《傳說之勇者》中也有著相似造型的人物出現。　
月山琴美（月山コトミ，日：橫山智佐）
星川浩太的同學，愛好是收看電視劇及有氧運動。
鋼琴演奏極為拿手。受到浩太及拓實的愛戴，常接受兩人各式各樣的邀請，但基本上對浩太較有好感。
堂哥為賽車手月山俊太郎。(日：松本保典)
金有拓實（金有タクミ，日：森田千秋）
浩太的同班同學。出身金有財團，裝模作樣的紈褲子弟。對琴美有好感，因此相當忌妒浩太。
個性自豪高貴，表面上經常炫耀財富，實際上性格極之軟弱膽小，也有著寂寞的狀況（父親無法陪在他身邊）。
對運動不在行，但有時會發揮出潛在的實力，如在運動會上聽取珍娜的意見，光腳跑出了100公尺第三名的成績。
雖數度提及雙親，但從未於劇中登場。金有家所費不貲的建物，常被作為「能源盒」附著的素材，而捲入了戰鬥。
武者小路（武者小路先生，日：竹口安芸子）
浩太等人的班導師，剛邁入老年，女性。
第34集中指出，現任奧運田徑選手．珍娜也曾是她的學生。
記者（レポーター，日：岡田ルミ）
關東電視台的特派女記者。總能在每回的播報現場，碰上惡鬼一行人。
對於新聞採訪與轉播相當熱情積極，劇中數度於採訪現場強碰冒冒失失的德田，為了不讓他妨礙轉播進行，有時會踩住他的頭，或是飛踢他。
本名不明。
逸毛野宏（いつもの ひろし，日：小杉十郎太）
關東電視台的新聞主播。主要工作為播報新聞，亦曾擔任知名素人偶像選秀節目「你就是金蛋!」的主持人。撫子為其粉絲。

## 宇宙警察凱撒隊
原文為宇宙警察カイザーズ。

出身自行星「凱撒之星」的宇宙能源生命體，全體成員平均12000歲（相等地球人20歲），基本破案率達百分之百，唯獨「宇宙海盜 惡鬼」仍然未能逮捕。因此一直追捕至地球。

本作設定之宇宙警察題材，在後續的勇者系列中並未再度出現，凱撒隊本身就具有「勇者」的形象。另外，本作是勇者系列作中首部以實際存在的日本藝人、漫畫角色為設定範本。此設定日後於續作「勇者警察」也有沿用。

原為不具肉體的能源生命體，來到地球後遂與機器車輛進行融合，並使之增加變形合體結構。艾克斯凱撒母星不存在「書籍」和「電腦」，貨幣制度也與地球有所差異，在與浩太的對話及惡鬼的言行中足以得知。

成員們具有能夠阻擋自然災害用的防護罩；奪走對手能源的反能源光束；胸部及指尖可釋放水流；操控天氣；從異次元召喚支援機體及武器等超越人類智慧的特殊能力。

單體變形時的喊聲為「變身 ○○（勇者名）」，合體時的喊聲為「組合」。除了超人高速外，其餘成員於戰鬥形態時，胸甲部分分別可變換為動物頭部及武器；前者主要為變為人形時即轉換，後者則是欲使用武器時才變換。

### 艾克斯凱撒
| 機體高度 | 機體長度 | 機體重量 | 跳躍能力 | 行走速度 | 最高時速  |
| 10.3m | 5.2m     | 32.6t    | 142.2m   | 82.4km/h | 398.3km/h |
| - 日：速水獎 第1話初登場。 宇宙警察凱撒隊的隊長。個性剛正不阿，做為警察的使命感和正義感相當強烈。擅長指揮作戰、統率力及收集訊息。 招攬高速兄弟、極限隊伍，正式組成「宇宙警察 凱撒隊」。戰鬥時，胸甲部分會變換為獅子。 於地球時，與星川家的超級跑車融合（僅有出擊時會變形為本體），直到最後，除了浩太和馬力歐以外，沒人知悉他的真面目。 和浩太建立了深厚友情，也是傾訴心事的對象，從他口中得知許多地球上的文化及文明等，在浩太有煩惱時，常能適時以異星人的角度與看法分析並開導他。 雖然貴為宇宙警察，但劇中也曾被開過違規停車的紅單。 結束了與「宇宙海盜 惡鬼」漫長的戰役後，準備離開地球之際，浩太問了「艾克斯凱撒，我們還能再見面嗎?」，回道「不，這個我無法保證」的同時，卻也向他傳達彼此心靈的寄託。 武器 - 「釘子刀」－由手腕發射的三方手裏劍。 - 「衝擊閃光」－由胸前的獅子眉間所釋放的三角形破壞光線。 - 「灼熱新星」－由胸前的獅子口中發射出的火球攻擊。 - 「噴射飛鏢」－由手腕發射的小型噴射機型導彈。 - 「修復光線」－由額上的角冠所發射之能源光線，具有修復機器與建物的能力。                           |          |          |          |          |           |
| 王者機翼／キングローダー |          |          |          |          |           |
| 機體高度 | 機體長度 | 機體重量 | 跳躍能力 | 行走速度 | 最高時速  |
| － | 22.4m    | 54.3t    | －       | －       | 472.5km/h |
| 第2話初登場。 由艾克斯凱撒從異次元召喚，聯結拖板車型的支援機體。 曾受到惡鬼四將攻擊而遭破壞，一度脫離戰線；直到神龍凱撒召喚才再度登場。 |          |          |          |          |           |
| 王者艾克斯凱撒／キング エクスカイザー |          |          |          |          |           |
| 機體高度 | 機體長度 | 機體重量 | 跳躍能力 | 行走速度 | 最高時速  |
| － | 22.1m    | 86.8t    | －       | －       | 186.7km/h |
| - 日：速水獎 第2話初登場。 艾克斯凱撒和王者機翼進行「巨大合體」後的勇者形態。王者機翼變形為王者艾克斯凱撒中空人形，再直接將艾克斯凱撒收納合體。表現方式比起「合體」，更像是「巨大化」。 力量提高了三倍，但沒有飛行能力。 艾克斯凱撒跑車形態也可以牽引王者機翼。 武器 - 「凱撒之劍」－平時收納於右腳，王者艾克斯凱撒的必殺劍。 - 「凱撒光束」－胸前獅子眼睛發射的光束攻擊。 - 「凱撒爆破」－胸前獅子口中噴發的火焰攻擊。 - 「凱撒火焰」－以凱撒之劍投出拘束敵人用的火球。 - 「修復光線」－由額上的角冠所發射之能源光線，具有修復機器與建物（劇中為水壩堤防）的能力。 必殺技 - 「雷霆閃光」－將凱撒之劍舉起蓄積雷電能量，劍身化為直達天際的光束，再以垂直落下的斬擊，將敵人一刀兩斷之必殺技。有時，也會以跳躍斬擊方式呈現。 合體技 - 「反能源光線」－王者艾克斯凱撒、神聖極限、超人高速三機合力發射的光線，可以穩定即將爆炸的物體能源，阻止爆炸。在第三話使用過。 其他必殺技 - 「真空櫻吹雪」 最大合體技 - 「聯合光束」－王者艾克斯凱撒、神聖極限、超人高速三機合力對龍鬼所發射的光束攻擊合體技。劇中僅使用過一次。 |          |          |          |          |           |
| 神龍噴射機／ドラゴンジェット |          |          |          |          |           |
| 機體高度 | 機體長度 | 機體重量 | 跳躍能力 | 行走速度 | 最高時速  |
| － | －       | －       | －       | －       | －        |
| 第26話初登場。 由艾克斯凱撒從異次元召喚，神龍噴射機也可以直接單獨變形成支援機器人形態「神龍(ドラゴン)」，由遠距離隔空操控，但有艾克斯凱撒組合的時候才有完整的性能。 遠隔遙控模式的機器人形態不具有自我意識，雙眼及胸前眼睛不會發光；只聽令於艾克斯凱撒，劇中曾作為分身協助作戰。 未合體前，與惡鬼一方戰鬥時，作為飛行器由艾克斯凱撒站立於機身上以彌補無法飛行的弱點。 |          |          |          |          |           |
| 神龍凱撒／ドラゴンカイザー |          |          |          |          |           |
| 機體高度 | 機體長度 | 機體重量 | 跳躍能力 | 行走速度 | 最高時速  |
| － | －       | －       | －       | －       | －        |
| - 日：速水獎 第28話初登場。 艾克斯凱撒和神龍噴射機進行「巨大合體」後的勇者形態。神龍噴射機變形為神龍凱撒中空人形，再直接將艾克斯凱撒收納合體。 和神龍噴射機機器人形態「神龍」的差異在於雙眼和胸甲部分的眼睛是否發光。戰鬥風格為功夫拳法，就連喊聲也有著功夫調調。 也可以變形成神龍凱撒狀態之下的神龍噴射機形態。 武器 - 「連環拳」 - 「神龍之錨」－發射裝備於雙肩上的龍爪攻擊敵人。 - 「神龍之弓」－胸甲上的龍角變形而成的金色長弓。也可作為格鬥武器使用。 必殺技 - 「雷霆之箭」－從背部取出箭矢，安置於神龍之弓上，蓄積雷電能量後發射的必殺技。 - 曾在古代遺跡納斯卡的地上繪時，隨著納斯卡的傳說日食所發動的能源，替神龍凱撒再生修復，並一時的使用過太古時期來訪地球的宇宙警察祖先為子孫所遺留下的兵器巨大凱撒之劍，此外，在祈禱再一次賜給力量時，使用了寄宿其力量的神龍之弓。 |          |          |          |          |           |
| 巨大艾克斯凱撒／グレート エクスカイザー |          |          |          |          |           |
| 機體高度 | 機體長度 | 機體重量 | 跳躍能力 | 行走速度 | 最高時速  |
| － | －       | －       | －       | －       | －        |
| - 日：速水獎 第32話初登場。 王者艾克斯凱撒和神龍噴射機進行「超巨大合體」後的勇者形態。神龍噴射機變化為數個強化部位，再與王者艾克斯凱撒進行強化合體。 在古代遺跡納斯卡的地上繪中獲得了太古時期來訪地球的宇宙警察祖先為子孫所遺留下的兵器巨大凱撒之劍，當再一次賜給力量與明白了之後，獲得了新的力量和技巧。最終形態，擁有絕大的力量，實力與龍鬼不相上下。 能夠因應當時戰鬥情勢需要，先進行分離再合體。在歷代勇者系列的主角玩具中，有著最巨大的高度。 最終決戰時與龍鬼在月面上展開一決勝負。 武器 - 「凱撒之劍」－巨大仕樣，由凱撒之劍和神龍之弓合體後，應運而生的巨大長劍。 - 「巨大火焰」－從胸甲上的獅子口中，放射的火炎龍捲攻擊。亦用於預備發動必殺技「雷霆閃光」之加熱。 - 「巨大閃光」－從胸甲上獅子的鬃毛與獅子眼睛發射出光束攻擊。 - 「修復光線」－由雙眼所發射之能源光線，具有修復機器與建物的能力。 必殺技 - 「雷霆閃光」－升級版的巨大仕樣，全身被金色的光包覆著，拿著蓄積滿滿能量的凱撒之劍向敵人突擊後，將其一刀兩斷之必殺技。                                                                          |          |          |          |          |           |

### 高速兄弟
與新幹線列車融合，孿生的能源生命體。平時以普通列車隱藏其身分，而當事件發生時，便會射出光線路軌，迅速趕至現場；劇中也多次因有乘客在身無法出動的情況。

腳板可彈出滾軸進行高速移動及花式溜冰作戰，此設定乃參考於當時日本以穿著溜冰鞋唱跳為特色的知名偶像團體表演方式。

於宇宙警察學校畢業後，才被分發至凱撒隊，亦為凱撒隊中最年少的勇者。

此外，高速兄弟為勇者系列中首對「雙胞胎勇者」、首次出現「列車勇者」、首次以「左右合體」方式合體為巨大勇者，同時是唯一由兩位聲優分別飾演兩兄弟的組合。
| 機體高度 | 機體長度 | 機體重量 | 跳躍能力 | 行走速度                       | 最高時速  |
| 11.2m | 27.2m    | 35.7t    | 140.1m   | 84.4km/h(平常) 309.7km/h(滑行) | 558.9km/h |
| - 日：菊池正美 第2話初登場。 高速兄弟之兄，形態為新幹線100系，代表色為藍。 性格冷靜沉著，一旦弟弟陷入危機則會失去冷靜。 別名「努力的機器人」，有時稱呼綠色高速全名，有時則稱呼為「弟弟」。 武器 - 「推進光束槍」 - 「光束盾凱農砲」 - 「束縛粉碎」 - 「放水」 藍色高速與綠色高速的合體技 - 「雙威力」 - 「雙光束」 - 「雙防護罩」 - 「雙重束縛粉碎」 - 「高速龍捲風」                                                                                     |          |          |          |                                |           |
| 綠色高速／グリーンレイカー |          |          |          |                                |           |
| 機體高度 | 機體長度 | 機體重量 | 跳躍能力 | 行走速度                       | 最高時速  |
| 10.8m | 27.2m    | 34.9t    | 148.9m   | 84.4km/h(平常) 306.9km/h(滑行) | 549.7km/h |
| - 日：草尾毅 第2話初登場。 高速兄弟之弟，形態為新幹線200系，代表色為綠。 和冷靜沉著的哥哥相比，他的個性更為熱血有衝勁。 別名「鬥志的機器人」，稱呼藍色高速為「哥哥」。 武器 - 「飛彈爆破」 - 「光束盾凱農砲」 - 「束縛粉碎」 - 「放水」 |          |          |          |                                |           |
| 超人高速／ウルトラレイカー |          |          |          |                                |           |
| 機體高度 | 機體長度 | 機體重量 | 跳躍能力 | 行走速度                       | 最高時速  |
| 21.3m | －       | 70.6t    | 246.4m   | 386.3km/h                      | 698.9km/h |
| - 日：菊池正美 第2話初登場。 藍色高速與綠色高速進行「左右合體」後的巨大勇者。由藍色高速為左半身，綠色高速為右半身之特殊合體。 人格以藍色高速為主。不具備飛行能力為其弱點。凱撒隊中，唯一不能進行胸甲變換的勇者。 藍色高速列車形態也可以二機連結綠色高速列車形態。 必殺技 - 「雙鏈粉碎」－發射雙肩上的新幹線車頭所武裝的鋼索鉤爪用以攻擊敵人。 - 「超人凱農光束」－從額頭所發出的光束攻擊。 - 「鐵肩粉碎」－發射雙肩上的附有鋼索的新幹線車頭作為攻擊招式。 |          |          |          |                                |           |

### 極限隊伍
從凱撒隊組成以前，就已經以三人隊伍的方式運作。原先在其他行星活動，而後被凱撒隊徵召，直到現在。

分別與空、陸、地中的機器結合，可進行不同環境的偵察及作戰。

極限隊伍亦為勇者系列首度的「三機合體」，當中的鑽頭極限，更是勇者系列首個鑽地車機器人，成為日後續作中必定有鑽地戰車角色的起點。
| 機體高度 | 機體長度 | 機體重量 | 跳躍能力 | 行走速度  | 飛行時速        |
| 10.2m | 8.6m     | 28.5t    | 175.8m   | 72.4km/h  | M4(人) M6.2(機) |
| - 日：中村大樹 第3話初登場。 極限隊伍的隊長，噴射戰鬥機型態，主色為藍。 個性冷靜沉著，負責空中偵察。在神龍噴射機出現之前，是唯一有飛行能力的成員。 角色原型來自資深電影明星渡哲也。 武器 - 「劍」 - 「飛彈」 - 「火藥庫」 - 「極致聲子」 |          |          |          |           |                 |
| 衝刺極限／ダッシュマックス |          |          |          |           |                 |
| 機體高度 | 機體長度 | 機體重量 | 跳躍能力 | 行走速度  | 最高時速        |
| 10.2m | 5.7m     | 30.6t    | 148.2m   | 112.4km/h | 464.8km/h       |
| - 日：星野充昭 第3話初登場。 極限隊伍成員，賽車型態，主色為黃。 個性海派開朗，在母星是個萬人迷。擅長近身格鬥戰，平時以賽車姿態現身，經常參與各種大賽。 第22集中曾救助星野風子，自此令她以為是衝刺極限的駕駛員拯救自己而心生傾慕。 角色原型來自資深演員柴田恭兵。 武器 - 「劍」 - 「螺旋刀」 - 「渦輪龍捲風」 - 「冰凍龍捲風」 |          |          |          |           |                 |
| 鑽頭極限／ドリルマックス |          |          |          |           |                 |
| 機體高度 | 機體長度 | 機體重量 | 跳躍能力 | 行走速度  | 最高時速        |
| 9.97m | 7.2m     | 38.4t    | 136.2m   | 68.3km/h  | 284.6km/h       |
| - 日：鹽屋浩三 第3話初登場。 極限隊伍成員，鑽地戰車型態，主色為深灰。 以怪力自豪，個性一本正經，和善，負責地底偵察。家族成員有兩個弟弟、以及一個妹妹。受到「傳說之勇者」中陸上勇者的鑽頭陸地尊敬。 角色原型來自經典棒球漫畫「巨人之星」角色左門豐作。 武器 - 「斧」 - 「鑽頭凱農砲」 - 「機關打碎」 |          |          |          |           |                 |
| 神聖極限／ゴッドマックス |          |          |          |           |                 |
| 機體高度 | 機體長度 | 機體重量 | 跳躍能力 | 行走速度  | 最高時速        |
| 22.6m | －       | 97.5t    | 998.7m   | 184.4km/h | －              |
| - 日：中村大樹 第3話初登場。 天空極限、衝刺極限和鑽頭極限進行「3體合體」後的勇者形態。合體時，天空極限為上身、衝刺極限為腰部主幹、鑽頭極限為雙腳。 人格則是天空極限為主。以高強度的火力與跳躍力自豪，擅長空中戰。胸前的鷹頭可放射出反能源光線。 武器 - 「神聖迴旋鏢」－將天空極限的機翼部分，作為迴力鏢。一般用於向敵人投擲。 必殺技 - 「神聖宇宙巨砲」－由胸前老鷹聚積能量後，發射的能量光球。亦用於箝制敵人活動。 - 「神聖超音速巨砲」－常用必殺技。胸前老鷹吐出數枚圓形光環後，朝敵人投擲便可束縛其動作。基本用於箝制敵人活動，若惡鬼機器人作戰能力較低，則會被直接摧毀。 - 「神鳥攻擊」－飛越於高空中，轉化為靈氣能量（老鷹）再加以俯衝攻擊。 |          |          |          |           |                 |

## 宇宙海盜惡鬼
300年間，掠奪了宇宙間大大小小286個行星，惡名昭彰的宇宙海盜。

與凱撒隊同樣是能源生命體，但與凱撒隊只能與機器合體不同，能夠與無機物結合（因此第一集中與恐龍等比例模型融合後，便成為恐龍外形）。

以奪取地球上的稀世珍寶為目的，展開各種破壞行動；每回的目標不盡相同，如：金銀財寶、歷史文物、尖端科技、糧食及資源等多方面。

由於與地球的自然和文化差異極大，常有許多令人莞爾，在誤解的前提之下而去執行的作戰。被宇宙所通緝，卻無前科紀錄。

最終決戰後，龍鬼帶著最後尊嚴戰死，部下們則全數遭逮捕。雖為本作的「反派」，但與續作「黃金勇者」相似，沒有征服世界或支配宇宙等思想，某方面而言，也不算是完全的邪惡角色。

### 首領
| 機體高度 | 機體長度            | 機體重量 | 跳躍能力 | 行走速度  | 飛行時速 |
| 32.2m(人) 28.5m(龍) 14.8m(機) | 36.3m(龍) 32.2m(機) | 128.8t   | 874.9m   | 182.4km/h | －       |
| - 日：飯塚昭三 宇宙海盜惡鬼的首領，有著宇宙最強之美譽的強者。部下稱其為「龍鬼大人」、「老大 / Boss」等。具有恐龍（霸王龍）、巨大噴射戰鬥機與機器人三種變換形態。 對上宇宙警察「凱撒隊」，龍鬼不僅能與其分庭抗禮，甚至具有能佔據大部分優勢的絕對實力。 外表威嚴，對寶物有著極大野心，統御則相當軍事化，不單會對下屬施以電擊刑罰，一旦發怒咆哮，全部成員更是十分畏懼；但卻也有著超凡的領袖魅力，令所有部下深深著迷。 故事前期，在據點基地中僅直接或間接透過蝙蝠向幹部．惡鬼四將下達作戰指令，專責指揮，並未親赴前線作戰。 中期時，因對於不成材的惡鬼四將極為失望，便數度親上火線，和凱撒隊展開一連串的激戰。 最終決戰，和巨大艾克斯凱撒於月球上進行劇烈的戰鬥，而在雙方都使出了超必殺技之後，龍鬼仍不敵「雷霆閃光」落敗。 在巨大艾克斯凱撒「宇宙中所有的生命都是珍貴的寶物」理論之下，拖著滿身傷痕的身體，打算徹底甩開欲依宇宙警察法將其「逮捕歸案」的巨大艾克斯凱撒，而龍鬼一路朝著太陽飛去，說了句「生命是寶物是吧? 既然如此，本大爺的生命又怎麼能交給你呢?」，帶著最後的一絲尊嚴衝入太陽，爆炸。 武器 - 「龍鬼之盾」－龍鬼自行研發，具有能夠擋下神龍凱撒必殺技「雷霆之箭」的強力護盾。盾面可發射擴散的電子光束。 - 「龍鬼之劍」－平時武裝於背部的兩把太刀。 - 「龍鬼雙劍」－將兩把龍鬼之劍柄部連結後的長刀型武器。 必殺技 - 「黑暗雷霆風暴」－將兩把龍鬼之劍交叉，所釋放出的黑色雷殛。有時簡稱為雷霆風暴。 - 「黑暗雷霆地獄」－將全身能量蓄積於連結的龍鬼雙劍上後，向敵人突擊之必殺技；其威力和巨大艾克斯凱撒的「雷霆閃光」不分軒輊。 |                     |          |          |           |          |

### 幹部

#### 傳令
蝙蝠（コウモリ）
- 日：二又一成

負責向惡鬼四將傳遞龍鬼的作戰指令，惡鬼中唯一無變形能力的蝙蝠型機器生命體。個性設定劇中較無描述。
時常以傳令員身份狐假虎威，利用龍鬼去震懾惡鬼四將；若惡鬼四將們向其頂嘴，有時則以超音波反制（超音波會讓惡鬼四將們感到極為痛苦）。
口頭禪為「～，龍鬼大人是這麼說的」。平時，收納於龍鬼體內。

#### 惡鬼四將
龍鬼手下的四個機器生命體，全體均可變形為恐龍，各有不同性格，經常不和發生衝突，任務失敗後會受到龍鬼的酷刑處置，最终话被凯撒隊逮捕。

惡鬼秘密基地原先設於某海島的火山內，為收集寶物情報，放置多部電視機，火山爆發後基地被毀滅，四將被逼到處遷移。
| 機體高度 | 翼展長度  | 機體重量 | 跳躍能力 | 行走速度 | 飛行時速      |
| 12.8m(人) 7.6m(龍) | 16.7m     | 33.6t    | 184.6m   | 82.6km/h | 5624.8km/h    |
| - 聲優：小杉十郎太 空將，四將之中唯一能夠飛行的成員，可變形為翼龍，主色為鐵灰，四將中年紀最小，卻曾被龍鬼肯定其智謀。 性格陰險、奸詐狡猾，視其他三人為笨蛋（尤其是角鬼）而輕視他們，變形裝置「能源盒」的開發者。 自認是四將中的領導者，卻不為其他三人所認同。 武器 - 「飛彈」 - 「爪」 |           |          |          |          |               |
| 雷鬼／サンダーガイスト |           |          |          |          |               |
| 機體高度 | 機體長度  | 機體重量 | 跳躍能力 | 行走速度 | 最快時速      |
| 11.2m(人) 11.1m(龍) | 18.4m(龍) | 41.6t    | 140.6m   | 64.2km/h | 287.3km/h(龍) |
| - 聲優：安西正弘→卷島直樹 海將，可變形為雷龍，主色為藍綠色。 頭腦簡單，粗枝大葉，性格老實遲純，但是一旦惹他生氣，其大鬧程度可是一發不可收拾。 在四將中，以「怪力」自豪，喜好蔬菜，酒品極差，曾在酒醉後亂用蠻力引起大騷動。 生氣時會被同伴視為「痴呆」，但是瞬間爆發的戰鬥力堪稱能與龍鬼匹敵，口頭禪為「我才不是痴呆」。 武器 - 「光束」 - 「踩踏」                                                  |           |          |          |          |               |
| 角鬼／ホーンガイスト |           |          |          |          |               |
| 機體高度 | 機體長度  | 機體重量 | 跳躍能力 | 行走速度 | 最快時速      |
| 12.6m(人) 6.8m(龍) | 15.2m(龍) | 37.5t    | 124.2m   | 76.8km/h | 292.5km/h(龍) |
| - 聲優：郷里大輔 陸將，可變形為三角龍，主色為橘色，四將之中首位與艾克斯凱撒在地球上交戰者。 性格血氣方剛，擅長格鬥戰，自尊心甚強，堅信「只有自己才能偷到寶物」，但是往往以失敗告終。 與翼鬼彼此間的主張時常大相逕庭，兩人極為不和，亦常因此爭吵，翼鬼對其不順耳的發言時的回應為「什麼？」，成了他的口頭禪。 武器 - 「能源彈」 - 「體撞」                                                            |           |          |          |          |               |
| 甲鬼／アーマーガイスト |           |          |          |          |               |
| 機體高度 | 機體長度  | 機體重量 | 跳躍能力 | 行走速度 | 最快時速      |
| 11.4m(人) 8.2m(龍) | 14.9m(龍) | 38.3t    | 142.8m   | 72.4km/h | 296.2km/h(龍) |
| - 聲優：西村知道 地將，可變形為劍龍，主色為土綠色。 機動性高，擅長火炎攻擊及中長距離作戰，經常拿不到寶物，又到處破壞的野蠻人，一旦形勢反轉，遭艾克斯凱撒等人威脅時，則會展現出坦白從寬和求饒的懦弱一面。 個性優柔寡斷，在翼鬼與角鬼因瑣事或作戰方針起口角時，常因不知道其立場而表現得無所適從。 曾為高速兄弟所捉，陷入苦戰，而在角鬼及時救援後，便時常和角鬼一同行動。 武器 - 「光束」 - 「頭突擊」 |           |          |          |          |               |

##### 相關合體
瘋狂惡鬼（マッドガイスター）
由惡鬼四將藉由個別安裝的「能源盒」而進行合體後的狂暴形態，翼鬼為頭部及上身軀幹，角鬼為右手臂，甲鬼為左手臂，雷鬼則為下半身，全高30m。
力量提高四倍，可是由於四人性格迥異而無法統一意識，實際上的戰鬥力非常弱，只合體一次就不再使用。
翼雷（プテダー）
由翼鬼和雷鬼藉由「能源盒」進行2體合體後的形態，外形類似半人馬。
記取了惡鬼四將無法統一思想，導致無法發揮戰鬥力的前車之鑑下，由翼鬼所發動之合體。
必殺技：槍
角甲（ホーマー）
由角鬼和甲鬼藉由「能源盒」進行2體合體後的形態，角鬼為上半身，甲鬼為下半身。
必殺技：飛彈

### 相關角色
托雷達（トレーダー）
- 日：山寺宏一

宇宙商人，向惡鬼一方收購他們強奪而來的「寶物」。登場次數極少，約4話。
原為光球（能源生命體），來到地球後，曾附著於照相機或鐵桶上，並變形成小型機器人而活動著。
操關西方言。贓物之交易的金錢單位為「宇宙幣」，但似乎未發行紙幣。

### 惡鬼機器人
藉由翼鬼所開發之兵器「能源盒」的附著，可讓被附著物（不僅為物品或建築物，就連土地及道路都可令其變形）發生結構上的改變，變形為惡鬼機器人(ガイスターロボ)。

基本上，惡鬼機器人在每回中以「掠奪寶物」為其主要目的，通常最後都會遭到艾克斯凱撒等人阻止。
| 集數 | 原文                    | 中文           | 備註 |
| 1-31 | 未具名                  | 未具名         | 僅於本作1-31話的片頭曲動畫中登場。半人馬形態，被王者艾克斯凱撒的「雷霆閃光」打倒。 |
| 2    | ハシダー                | 哈希達         | 由鐵橋變形而成。將磁浮列車以鋼索加以固定，成功掠奪磁浮列車。亦為王者艾克斯凱撒登場首戰。 |
| 3    | テットン                | 特頓           | 由高壓電塔變形而成，複數機體。合體後，成了體積龐大的「巨大特頓（グレートテットン）」。 |
| 3    | テットラー              | 特多拉         | 由部分原子爐變形而成。形態似烏龜。 |
| 4    | ハッシャー              | 哈夏           | 由火箭發射台變形而成。 |
| 5    | イカタンク              | 伊卡坦庫       | 由製藥廠的化學貯存槽變形而成。 |
| 6    | トーダイン              | 托達因         | 由燈塔變而成。用於拖拉沉沒的海盜船。 |
| 7    | オクトパーロボ          | 章魚機器人     | 皆由即將歇業的兒童樂園「星星樂園 Star Land」內的老舊遊樂器材變形而成。曾為惡鬼四將進行戰鬥訓練。 數年前，星川夫婦曾搭乘過摩天輪約會，在運行到最高點時卻遇上機器故障的情況，就在這時，甚一向撫子求婚，因此對兩人而言是個充滿回憶的地方。 |
| 7    | ジェット コースターロボ | 雲霄飛車機器人 | 皆由即將歇業的兒童樂園「星星樂園 Star Land」內的老舊遊樂器材變形而成。曾為惡鬼四將進行戰鬥訓練。 數年前，星川夫婦曾搭乘過摩天輪約會，在運行到最高點時卻遇上機器故障的情況，就在這時，甚一向撫子求婚，因此對兩人而言是個充滿回憶的地方。 |
| 7    | 観覧車ロボ              | 摩天輪機器人   | 皆由即將歇業的兒童樂園「星星樂園 Star Land」內的老舊遊樂器材變形而成。曾為惡鬼四將進行戰鬥訓練。 數年前，星川夫婦曾搭乘過摩天輪約會，在運行到最高點時卻遇上機器故障的情況，就在這時，甚一向撫子求婚，因此對兩人而言是個充滿回憶的地方。 |
| 7    | ミラーハウス ロボ       | 萬花筒機器人   | 皆由即將歇業的兒童樂園「星星樂園 Star Land」內的老舊遊樂器材變形而成。曾為惡鬼四將進行戰鬥訓練。 數年前，星川夫婦曾搭乘過摩天輪約會，在運行到最高點時卻遇上機器故障的情況，就在這時，甚一向撫子求婚，因此對兩人而言是個充滿回憶的地方。 |
| 7    | コーヒーカップ ロボ     | 咖啡杯機器人   | 皆由即將歇業的兒童樂園「星星樂園 Star Land」內的老舊遊樂器材變形而成。曾為惡鬼四將進行戰鬥訓練。 數年前，星川夫婦曾搭乘過摩天輪約會，在運行到最高點時卻遇上機器故障的情況，就在這時，甚一向撫子求婚，因此對兩人而言是個充滿回憶的地方。 |
| 7    | スターランダー          | 樂園機器人     | 由章魚機器人、雲霄飛車機器人等五架機器人合體後的形態。 即使破壞了能源盒也無法回復原狀，不過，浩太突發奇想讓它維持原貌，意外地讓遊樂園死灰復燃。                                                                                         |
| 8    | エアポートロン          | 艾波特隆       | 由機場跑道變形而成。目的為奪取超音速噴射機。 |
| 9    | リフケン                | 里夫肯         | 由金有家專屬的纜車裝置變形而成。形態似狼。 |
| 9    | 仁王ロボ                | 仁王機器人     | 由仁王神像變形而成。 |
| 9    | 狛犬ロボ                | 狛犬機器人     | 由狛犬石像變形而成。 |
| 9    | 狛犬仁王ロボ            | 狛犬仁王機器人 | 仁王機器人與狛犬機器人合體後的形態。 |
| 9    | コマオウ                | 虛魔王         | 里夫肯與狛犬仁王機器人合體後的形態，甚為巨大。 |
| 9    | ナンマンダー            | 大佛           | 由大佛石像變形而成。 |
| 10   | トチョーン1号           | 托瓊1號        | 由東京都廳第一和第二辦公大樓變形而成。體積龐大，能以一己之力抬起整座巨蛋球場。全身金色。 |
| 10   | トチョーン2号           | 托瓊2號        | 由東京都廳第一和第二辦公大樓變形而成。體積龐大，能以一己之力抬起整座巨蛋球場。全身金色。 |
| 11   | ドグーン                | 多古恩         | 由古代遺跡周遭的土變形而成。外形為埴輪。 |
| 12   | カモツーン1号           | 卡摩吞1號      | 由貨船變形而成。具有類似龍蝦的螯和腳。 具有船身保護為1號，在1號的船身被燒掉後，即露出具有堅硬外殼的正體2號。 |
| 12   | カモツーン2号           | 卡摩吞2號      | 由貨船變形而成。具有類似龍蝦的螯和腳。 具有船身保護為1號，在1號的船身被燒掉後，即露出具有堅硬外殼的正體2號。 |
| 13   | メカバッタン            | 梅卡巴旦       | 由位於富士山山頂的觀測站變形而成。形態似蝗蟲。 |
| 13   | ヘヴィーダ              | 黑維達         | 由富士山腳下的道路變形而成。大蛇。目的為開挖富士山深層的岩漿，使之火山爆發。 |
| 14   | イバラカーン            | 伊巴拉康       | 由萬博中的玫瑰館變形而成。以藤蔓編成的牢籠囚禁了被視為「寶物」的媽媽們，其中包括撫子與德田母親。 |
| 15   | サウンド ウォーカー     | 桑德沃克       | 由公園的噴水池變形而成。角鬼在得知無法偷走「夢」之後而發火，便下令它發出噪音讓人們無法入眠。 |
| 16   | キャリゲーター          | 凱利蓋塔       | 由金有家的載運貨車變形而成。於8字形賽車大賽中干擾比賽進行。 |
| 17   | ガニーン                | 卡尼恩         | 由開啟橋變形而成。形態似螃蟹的巨型機器人。 |
| 18   | タイム ガンナー         | 泰姆剛納       | 由時鐘博物館變形而成。形態似蜘蛛，體內的齒輪可作為利刃攻擊。 |
| 19   | ゴンダム                | 剛達姆         | 由水壩堤防變形而成。被「雷霆閃光」打倒後，王者艾克斯凱撒再以「修復光束」將其回復原狀。 |
| 20   | ウシラ                  | 烏西拉         | 由教堂變形而成。形態似公牛。 |
| 21   | シロダー                | 西羅達         | 由電影村內的城堡場景變形而成。 |
| 21   | ゴンドラー              | 康多拉         | 由電影用的拍攝器材變形而成。複數機體。 |
| 22   | ヤドゴン                | 亞多岡         | 由超高層天文台建築變形而成。形態似蜘蛛。 |
| 23   | タワザー                | 塔瓦撒         | 由東京鐵塔變形而成。體積極為龐大。 |
| 24   | デンシャウルス          | 登夏烏路斯     | 由列車總站中的列車變形而成。複數機體。目的為引開凱撒隊的注意。 |
| 25   | ガンセッキ              | 剛榭奇         | 由火山口的火山熔岩變形而成。 |
| 26   | ライゴーン              | 萊岡           | 由龍鬼所召喚之黑豹形機器人。 |
| 28   | マーツリー              | 馬茲利         | 由煙火燃放臺座變形而成。形態似孔雀。神龍凱撒首戰之惡鬼機器人。 |
| 29   | カーンモス              | 康摩斯         | 由停車場內的數輛汽車融合變形而成。形態似大象。 |
| 30   | ウーニン                | 烏林           | 由菸草工廠變形而成。 |
| 31   | ナスカの地上絵ロボ      | 納斯卡線機器人 | 由納斯卡線變形而成。複數機體。 |
| 32   | ビルドン                | 畢爾頓         | 由鷹架建築變形而成。翼鬼奪取了「颱風剋星」裝置後，安裝於其身上。巨大艾克斯凱撒首戰之惡鬼機器人。 |
| 33   | カブキング              | 卡布金古       | 由歌舞伎座變形而成。 |
| 34   | タイックカーン          | 塔伊庫康       | 由奧運會場變形而成。 |
| 35   | ヴィートル              | 維托爾         | 由音樂廳變形而成。形態似獨角仙。 |
| 36   | デス カボチャン1号      | 死神南瓜1號    | 由萬聖節的南瓜裝飾變形而成。形態似死神。 |
| 36   | デス カボチャン2号      | 死神南瓜2號    | 由萬聖節的南瓜裝飾變形而成。形態似死神。 |
| 37   | トッショガン1号         | 托修坎1號      | 由圖書館變形而成。合體後可增強威力，體積甚至超越巨大艾克斯凱撒。 |
| 37   | トッショガン2号         | 托修坎2號      | 由圖書館變形而成。合體後可增強威力，體積甚至超越巨大艾克斯凱撒。 |
| 38   | ゲートロン              | 蓋特隆         | 由高速公路上的收費站變形而成。 |
| 39   | シャトランダー          | 夏托朗達       | 由主題公園內的模擬太空梭變形而成。 |
| 41   | ゲスイドン              | 蓋斯伊頓       | 由擺置於空地上的數個水泥空心柱變形而成。形態似西洋龍。 |
| 42   | ケルベーザ              | 凱魯貝札       | 由工地內的數輛工程用車變形而成。形態似三頭犬。 |
| 42   | フライングケルベーザ    | 飛行凱魯貝札   | 長出雙翼後的飛行形態。 |
| 43   | ショーガッコン          | 修加空         | 由朝日台小學校舍變形而成。形態似蜈蚣。 |
| 44   | マッスルクロース        | 馬斯爾克洛斯   | 由超巨型的聖誕老人雕像變形而成。 |
| 44   | ケンタクロース          | 肯泰克洛斯     | 由馬斯爾克洛與超巨型麋鹿雕像合體變形而成。 |
| 45   | ファラオーン            | 菲拉翁         | 由人面獅身像變形而成。龍鬼尋找「翠綠寶石」期間，為了阻撓艾克斯凱撒而生，敗北後，由艾克斯凱撒恢復其原貌。 |
| 46   | グレンダー              | 格蘭達         | 由海底油田採掘基地的巨型吊臂變形而成。 |
| 47   | アイスマンモス          | 艾斯猛瑪斯     | 由滑雪場內的猛犸象冰雕變形而成。複數機體。 |
| 47   | ビッグアイスト          | 畢格艾斯特     | 由數個冰雕機器人合體變形而成。形態為龍鬼，最後的惡鬼機器人。 |

## 用具．兵器
凱撒手環
第3話時，艾克斯凱撒交予浩太的手環型通訊器。除了能和艾克斯凱撒通信外，還具有自動操縱與發射定位用光束等機能配備。
當艾克斯凱撒等人離開地球後，亦失去了通信的功能。
能源盒
由翼鬼所開發之能源兵器，能夠產生出惡鬼機器人。
正常形態外形似橄欖球，一旦附著於目標建物上後，便會長出腳變為昆蟲化，進而發生「惡鬼機器化」。
拷問裝置
由翼鬼所開發。為了追回雷鬼所奪走的時鐘，衝刺極限誤闖了惡鬼基地而遭到嚴刑伺候。
利用發射裝置製造出半圓球形光波罩困住衝刺極限，另可發出強烈的電擊。
能源生命體捕獲裝置
和巨大劍「凱撒之劍」一樣，為由太古時期來訪地球的艾克斯凱撒祖先們所遺留之傳說兵器。
外形為盾牌，其目的及功能為捕獲「能源生命體」；而除了本體裝置之外，太古勇者們也留下了驅動捕獲裝置的關鍵鑰匙「翠綠寶石」。
惡鬼一方為了破除屢戰屢敗的現狀而發掘了捕獲裝置，神聖極限和超人高速都曾遭到捕獲，凱撒隊一度遭到瓦解，所幸，最後靠著機警的浩太逆轉了最終戰局。
當巨大艾克斯凱撒與龍鬼在月球上展開殊死戰期間，惡鬼四將、蝙蝠，以及宇宙商人托雷達則被凱撒隊們關入捕獲裝置中，正式逮捕。

## 放映列表
以下時間以當地時間（日本標準時間）為準
| 話數 | 日（中）標題                                              | 劇本                    | 分鏡         | 演出         | 作畫監督                          | 宇宙海盜機體                                                                                               | 播放日期       |
| ---- | --------------------------------------------------------- | ----------------------- | ------------ | ------------ | --------------------------------- | --- | -------------- |
| 1    | ボクんちの車は宇宙人（エイリアン）!? （我家的車是宇宙人!?） | 平野靖士                | ふくだみつお | ふくだみつお | 平岡正幸（人物） 高谷浩利（機械） | | 1990年2月3日   |
| 2    | リニア・モーターカーを助けて! （解救磁浮列車！）          | 平野靖士                | 川瀬敏文     | 川瀬敏文     | 佐佐門信芳                        | ハシダー                                                                                                   | 1990年2月10日  |
| 3    | 大停電で大こんらん （大停電引發大混亂）                     | 平野靖士                | 石踊宏       | 石踊宏       | 寺田浩之                          | テットン （グレート テットン） テットラー                                                                  | 1990年2月17日  |
| 4    | 火星行きロケットしゅっぱーつ! （前往火星的火箭，出發！）  | 園田英樹                | 大雷太       | 大雷太       | 直井正博                          | ハッシャー                                                                                                 | 1990年2月24日  |
| 5    | 薬屋さんがカラッポ!? （藥房變空了!?）                     | 渡邊麻實                | 高松信司     | 高松信司     | 平岡正幸（人物） 高谷浩利（機械） | イカタンク                                                                                                 | 1990年3月3日   |
| 6    | ボクら沈没船たんけん隊 （我們是沉船探險隊）                 | まるおけいこ            | ふくだみつお | 大雷太       | 直井正博                          | トーダイン                                                                                                 | 1990年3月10日  |
| 7    | 遊園地でキケンがぐるぐる! （充滿危險的遊樂園！）              | まるおけいこ            | 川瀬敏文     | 川瀬敏文     | 佐佐門信芳                        | オクトパーロボ ジェット コースターロボ 観覧車ロボ ミラーハウス ロボ コーヒーカップ ロボ （スターランダー） | 1990年3月17日  |
| 8    | ボクはジェットパイロット （我是噴射機飛行員）             | 園田英樹                | 石踊宏       | 石踊宏       | 山本佐和子                        | エアポートロン                                                                                             | 1990年3月24日  |
| 9    | お花見山は大仏さわぎ （花見山的大佛騷動）                   | 渡邊麻實                | 大雷太       | 大雷太       | 直井正博                          | リフケン 仁王ロボ 狛犬ロボ （狛犬仁王ロボ/コマオウ） ナンマンダー                                          | 1990年3月31日  |
| 10   | 大ゆれ! ドーム球場 （大震撼！巨蛋棒球場）                   | 平野靖士                | 高松信司     | 高松信司     | 中村旭良                          | トチョーン1号 トチョーン2号                                                                                | 1990年4月7日   |
| 11   | 古代遺跡で大はっけん （古代遺跡大發現）                       | 園田英樹                | ふくだみつお | ふくだみつお | 平岡正幸（人物） 高谷浩利（機械） | ドグーン                                                                                                   | 1990年4月14日  |
| 12   | ケーキのもとがない! （蛋糕原料沒有了！）                  | まるおけいこ            | 川瀬敏文     | 川瀬敏文     | 佐佐門信芳                        | カモツーン1号 カモツーン2号                                                                                | 1990年4月21日  |
| 13   | 富士山大バクハツ!? （富士山大爆發!?）                     | 伊藤康隆                | 大雷太       | 大雷太       | 直井正博                          | ヘヴィーダ メカバッタン                                                                                    | 1990年4月28日  |
| 14   | たいへんだ! ママが! （糟糕了！媽媽被！）                  | 渡邊麻實                | 高松信司     | 高松信司     | 中村旭良                          | イバラカーン                                                                                               | 1990年5月5日   |
| 15   | 夢ドロボーにご用心 （小心盜夢賊）                           | 平野靖士 岩崎しゅういち | 石踊宏       | 石踊宏       | 山本佐和子                        | サウンド ウォーカー                                                                                        | 1990年5月19日  |
| 16   | 走れ! スーパーカー （衝啊！超級賽車）                     | 園田英樹                | ふくだみつお | ふくだみつお | 平岡正幸（人物） 高谷浩利（機械） | キャリゲーター                                                                                             | 1990年5月26日  |
| 17   | コンピュータを守れ （守護電腦）                           | 平野靖士 伊藤康隆       | 川瀬敏文     | 川瀬敏文     | 佐佐門信芳                        | ガニーン                                                                                                   | 1990年6月2日   |
| 18   | 時間がめちゃくちゃ （時間變得亂七八糟了）                     | まるおけいこ            | 大雷太       | 大雷太       | 直井正博                          | タイム ガンナー                                                                                            | 1990年6月9日   |
| 19   | 虹の滝は大洪水 （彩虹瀑布大洪水）                         | 大庭圭司                | 高松信司     | 高松信司     | 中村旭良                          | ゴンダム                                                                                                   | 1990年6月16日  |
| 20   | ねらわれた花嫁 （被襲擊的新娘）                           | 渡邊麻實                | 石踊宏       | 石踊宏       | 山本佐和子                        | ウシラ | 1990年6月23日  |
| 21   | 燃える映画村 （燃燒的電影村）                               | たかばたけし            | ふくだみつお | ふくだみつお | 平岡正幸（人物） 高谷浩利（機械） | シロダー ゴンドラー                                                                                        | 1990年6月30日  |
| 22   | フーコの七夕物語 （風子的七夕物語）                         | まるおけいこ            | 川瀬敏文     | 川瀬敏文     | 佐佐門信芳                        | ヤドゴン                                                                                                   | 1990年7月7日   |
| 23   | アイドルを探せ! （找出偶像！）                            | 鹿島典夫                | 大雷太       | 大雷太       | 直井正博                          | タワザー                                                                                                   | 1990年7月14日  |
| 24   | Go! Go! 豪華客船 （GO！GO！豪華郵輪）                       | 平野靖士 伊藤康隆       | 高松信司     | 高松信司     | 中村旭良                          | デンシャウルス                                                                                             | 1990年7月21日  |
| 25   | 海に消えた病原菌（ウイルス） （消失於大海的病毒）         | 平野靖士 大庭圭司       | 石踊宏       | 石踊宏       | 山本佐和子                        | ガンセッキ                                                                                                 | 1990年7月28日  |
| 26   | 子パンダ争奪戦 （小熊貓爭奪戰）                               | 渡邊麻實                | 森田風太     | ふくだみつお | 平岡正幸（人物） 高谷浩利（機械） | ライゴーン                                                                                                 | 1990年8月4日   |
| 27   | 流星群をぶっとばせ! （擊碎流星群！）                      | 平野靖士 伊藤康隆       | 川瀬敏文     | 川瀬敏文     | 佐佐門信芳                        | | 1990年8月11日  |
| 28   | 夏を取り戻せ! （要奪回夏天！）                            | 平野靖士                | 杉島邦久     | 大庭秀昭     | 直井正博                          | マーツリー                                                                                                 | 1990年8月18日  |
| 29   | 空に散った貯金箱 （散落空中的存錢筒）                       | まるおけいこ            | 石踊宏       | 石踊宏       | 山本佐和子                        | カーンモス                                                                                                 | 1990年8月25日  |
| 30   | パパは禁煙中 （爸爸戒煙中）                                 | 志茂文彦                | 高松信司     | 高松信司     | 中村旭良                          | ウーニン                                                                                                   | 1990年9月1日   |
| 31   | 地上絵のひみつ （地畫的秘密）                               | 園田英樹                | ふくだみつお | ふくだみつお | 佐佐門信芳                        | ナスカの地上絵ロボ                                                                                         | 1990年9月8日   |
| 32   | 出た! 超巨大合体 （出現了！超巨大合體）                     | 平野靖士 伊藤康隆       | 川瀬敏文     | 川瀬敏文     | 平岡正幸（人物） 高谷浩利（機械） | ビルドン                                                                                                   | 1990年9月22日  |
| 33   | 友だちはカブキ小僧 （我的朋友是歌舞伎小子）               | 渡邊麻實                | 大庭秀昭     | 大庭秀昭     | 直井正博                          | カブキング                                                                                                 | 1990年9月29日  |
| 34   | ぼくらのオリンピック （我們的奧林匹克運動會）             | まるおけいこ            | 石踊宏       | 石踊宏       | 山本佐和子                        | タイックカーン                                                                                             | 1990年10月6日  |
| 35   | 勇者に贈る音楽会 （獻給勇者的音樂會）                             | 志茂文彦                | 高松信司     | 高松信司     | 中村旭良                          | ヴィートル                                                                                                 | 1990年10月13日 |
| 36   | ハロウィンの怪物 （萬聖節的怪物）                         | まるおけいこ            | 川瀬敏文     | 川瀬敏文     | 佐佐門信芳                        | デス カボチャン1号 デス カボチャン2号                                                                      | 1990年10月20日 |
| 37   | かいぶつ図書館 （怪物圖書館）                                   | 志茂文彦                | ふくだみつお | ふくだみつお | 平岡正幸（人物） 高谷浩利（機械） | トッショガン                                                                                               | 1990年11月3日  |
| 38   | 風になれ 白い馬 （化成風吧，白馬）                            | 平野靖士 伊藤康隆       | 大庭秀昭     | 大庭秀昭     | 直井正博                          | ゲートロン                                                                                                 | 1990年11月10日 |
| 39   | めざせ宇宙パイロット （我是宇宙飛行員）                   | 平野靖士                | 石踊宏       | 石踊宏       | 山本佐和子                        | シャトランダー                                                                                             | 1990年11月17日 |
| 40   | 壊滅! ガイスター基地 （崩壞！惡鬼基地）                     | 渡邊麻實                | 高松信司     | 高松信司     | 中村旭良                          | | 1990年11月24日 |
| 41   | マリオとジュリエット （馬力歐與茱麗葉）                   | 志茂文彦                | 森田風太     | 大畑清隆     | 佐佐門信芳                        | ゲスイドン                                                                                                 | 1990年12月1日  |
| 42   | 消防車 出動せよ! （消防車出動吧！）                           | まるおけいこ            | 大庭秀昭     | 大庭秀昭     | 直井正博                          | ケルベーザ （フライング ケルベーザ）                                                                       | 1990年12月8日  |
| 43   | タクミは学校が好き?! （拓實喜歡學校!?）                     | 平野靖士 岩崎しゅういち | 杉島邦久     | 石踊宏       | 山本佐和子                        | ショーガッコン                                                                                             | 1990年12月15日 |
| 44   | サンタさんがいっぱい （好多聖誕老人）                     | 渡邊麻實                | 高松信司     | 高松信司     | 平岡正幸（人物） 高谷浩利（機械） | マッスルクロース （ケンタクロース）                                                                        | 1990年12月22日 |
| 45   | ピラミッドで大冒険 （金字塔大冒險）                         | 園田英樹                | 石踊宏       | 石踊宏       | 平井久司                          | ファラオーン                                                                                               | 1990年12月29日 |
| 46   | 海底油田の罠 （海底油田的圈套）                           | 平野靖士 伊藤康隆       | 杉島邦久     | 大畑清隆     | 佐佐門信芳                        | グレンダー                                                                                                 | 1991年1月12日  |
| 47   | 雪国の決戦 （雪國的決戰）                                   | 平野靖士 富岡淳廣       | 大庭秀昭     | 大庭秀昭     | 直井正博                          | アイス マンモス （ビッグ アイスト）                                                                        | 1991年1月19日  |
| 48   | （真正的寶物）                                            | 平野靖士                | ふくだみつお | 石踊宏       | 平岡正幸（人物） 高谷浩利（機械） | | 1991年1月26日  |

## 音樂
片頭曲
「Gatherway」
- 作詞：Azusa／作曲：井上ヨシマサ／編曲：山本健司／歌：三浦秀美

片尾曲
「これからのあなたへ」
- 作詞：Azusa／作曲：井上ヨシマサ／編曲：山本健司／歌：三浦秀美

## 外部連結
- 勇者エクスカイザー - 勇者WEB （页面存档备份，存于）